# Ectatosia moorei
Ectatosia moorei is een keversoort uit de familie boktorren (Cerambycidae). De wetenschappelijke naam van de soort is voor het eerst geldig gepubliceerd in 1857 door Pascoe.